# Jakub Zdybek
Jakub Zdybek (Wrocław, 11 de outubro de 1995) é um jogador de vôlei de praia polonês.

## Carreira
No vôlei de quadra (indoor), jogou pelo Gwardia Wrocław nas temporadas 2013-14 e 2015-16, que disputava a segunda divisão da liga polonesa, representou o clube em 2014, na edição do Campeonato Polonês de Vôlei de Praia  em Łódź ao lado de Paweł Lewandowski. Na temporada de 2016-17, jogou no time canadense Keyano Huskies sendo a revelação da temporada na Conferência Norte, e na jornada seguinte retorna ao KS Gwardia Wrocław. Nas competições de 2018-19 jogou pelo time dinamarquês Ishøj Volley, enquanto na temporada de 2016, competiu no circuito nacional, e terminou em sétimo lugar na etapa de Gdańsk ao lado de Adrian Sdebel. Com Paweł Lewandowski esteve em Września e alcançaram juntos a décima segunda posição.
Em 2017, disputou pelo circuito polonês a etapa de Zbąszyń ao lado de Paweł Lewandowski finalizando na décima terceira posição, depois, terminou em nono na etapa de Toruń jogando com Adrian Sdebel, em quarto lugar na etapa de Przysucha, nono lugar em Białystok e o sétimo lugar em Mysłowice. No mesmo ano, também esteve ao lado de Bartłomiej Kiernoz e obteve mais um décimo terceiro lugar na etapa de Rybnik com Stanisław Szymankiewicz.Em 2018, permaneceu com Bartłomiej Kiernoz e conquistou o sétimo lugar em Toruń e o décimo terceiro posto em Rybnik, depois, terminou em nono lugar nas etapas de Zamość com Bartłomiej Malec e em Białystok jogando ao lado de Adrian Niewiadomski, e com este jogador alcançaram o décimo terceiro lugar nas etapas de Gdańsk e nas duas etapas em Cracóvia.
Na jornada de 2019, disputou ao lado de Jarosław Lech etapas do circuito polonês, terminando em sétimo nas etapas de Płock e Zbąszyń. Depois, em Mysłowice, repetiu a colocação ao lado de Adam Parcej, alcançando depois a nona posição em Rybnik com Adrian Niewiadomski. Ainda no referido circuito e temporada, conquistou a medalha de bronze ao lado de Adrian Białecki na etapa de Kołobrzeg e o décimo terceiro em Toruń. No Circuito Polonês de 2020, iniciou ao lado de Adam Parcej e terminaram na décima terceira posição em Kołobrzeg. Na sequência, esteve com Sebastian Kaczmarek fnalizando em nono na etapa de Cieszyn e em sétimo na etapa de Myślenice; depois refez a dobradinha com Adrian Niewiadomski, conquistando a sétima posição obtida na etapa de Białystok. No décimo terceiro lugar conquistado na etapa Final em Mysłowice estava ao lado de Piotr Ilewicz.
Nas competições de 2021, formou dupla com Paweł Lewandowski, obtendo no circuito nacional os títulos em Augustów
, Cieszyn, Białystok e na etapa final em Mysłowice, além do terceiro lugar em Kołobrzeg e o quarto em Poznań; estrearam juntos no Circuito Mundial de 2021, terminaram em quinto no torneio uma estrela em Liubliana, conquistaram a medalha de ouro no torneio uma estrela em Apeldoorn e o trigésimo terceiro lugar no torneio quatro estrelas em Itapema.
No Circuito Mundial de 2022, juntamente com Paweł Lewandowski, terminou nas vigésimas quintas posições nos Challenges de Tlaxcala, Itapema e Agadir, no quarto posto no Future de Gold Coast, os quintos lugares no Future de Białystok e Varsóvia , a décima sétima posição no Challenge de Espinho e ganharam a medalha de bronze no Future de Mysłowice. Disputaram juntos o circuito polonês, conquistando o título em Chełm, o  vice-campeonato na etapa de Stare Jabłonki, o nono lugar em Kołobrzeg e o terceiro lugar em Września. Mantiveram a dupla no Circuito Mundial de 2023, alcançando o trigésimo terceiro lugares nas nos Challenges de Itapema e Saquarema, depois, foi parceiro de Piotr Kantor alcançando o décimo terceior lugar na etapa nacional em Stare Jabłonki, e mais adiante terminaram na vigésima quinta posição no Campeonato Europeu de 2023 em Viena. Foram ainda segundos colocados na fase de grupos da Continental Cup em Vanda, e no circuito mundial, conquistaram o quinto lugar no Challenge de Jūrmala, o quarto lugar no Challenge de Espinho, o décimo nono posto no Challenge de Edmonton, a décima terceira colocação no Elite 16 em Hamburgo e vigésimo primeiro no Elite 16 de Paris, além do nono lugar no Challenge Goa e no Challenge Nuvali. Obtiveram o quinto lugar no Challenge Haikou e a medalha de prata no Challenge de Chiang Mai. Estiveram também juntos na edição do Campeonato Mundial de Vôlei de Praia de 2023 nas cidades mexicanas de Tlaxcala de Xicohténcatl,  Apizaco e Huamantla, terminando em décimo sétimo lugar.

## Títulos e resultados
- 1* de Apeldoorn do Circuito Mundial de 2021
- Challenge de Chiang Mai do Circuito Mundial de 2023
- Future de  Mysłowice do Circuito Mundial de 2022
- Challenge de Espinho do Circuito Mundial de 2023
- Future de Coolangatta do Circuito Mundial de 2022